# Liste der Baudenkmale in Prebberede
In der Liste der Baudenkmale in Prebberede sind alle denkmalgeschützten Bauten der Gemeinde Prebberede (Mecklenburg-Vorpommern) und ihrer Ortsteile aufgelistet (Stand 10. Februar 2021).

## Baudenkmale nach Ortsteilen

### Prebberede
| ID   | Lage                                        | Bezeichnung | Beschreibung | Bild |
| ---- | ------------------------------------------- | --- | --- | --- |
| 0864 | Hauptstraße 15/17 (Karte)                   | ehem. Speicher/Verwalterhaus | | |
| 0865 | Zur Schmiede 1 (Karte)                      | Schmiede zur Gutsanlage | | |
| 0866 | Neuheinder Weg 3 (Karte)                    | Landarbeiterhaus | | |
| 0867 | Schloßweg 1/4/5/6/8, Hauptstraße 13 (Karte) | Gutsanlage mit Gutshaus, Park, Grabkapelle, Inspektorenhaus, 2 Ställen (Stall 1: nördlich vom Gutshaus, Stall 2: nordwestlich vom Gutshaus) und Torpfeiler, Marstall Nr. 1 (1768), Marstall Nr. 2 (1768), Kapelle (1862), Gutsverwalterhaus und Schmiede | Gutshaus als 2-gesch. 11.achs. sanierter Ziegelbau von 1778 mit Mansarddach und Mittelrisalit sowie Festsaal im Obergeschoss nach Plänen des Güstrower Baumeisters Sidon, heute Ferienwohnungen; zwei Marstallgebäude von um 1778 mit heutiger Wohnnutzung; Park (9 ha) von um 1800; Gut unter anderem der Familie von Bassewitz (1395–1945). | Gutsanlage mit Gutshaus, Park, Grabkapelle, Inspektorenhaus, 2 Ställen (Stall 1: nördlich vom Gutshaus, Stall 2: nordwestlich vom Gutshaus) und Torpfeiler, Marstall Nr. 1 (1768), Marstall Nr. 2 (1768), Kapelle (1862), Gutsverwalterhaus und Schmiede |

### Belitz
| ID   | Lage                           | Bezeichnung | Beschreibung | Bild |
| ---- | ------------------------------ | --- | ------------ | --- |
| 0551 | Kantor-Müschen-Weg 7/9 (Karte) | Pfarrhof mit Pfarrhaus |              | |
| 0552 | Kantor-Müschen-Weg 3 (Karte)   | Wohnhaus, ehemaliger Manufaktur- und Materialwarenladen mit Gastwirtschaft und Tanzsaal                                                                           |              | |
| 0553 | Kantor-Müschen-Weg 2           | Friedhof Einfriedung und Grabstätte Johann Heinrich von Thünen, 1890; Grabstätte Heinrich Christoph Schröder und Kriegerdenkmal 1914/18, Kriegerdenkmal 1939/1945 |              | Friedhof Einfriedung und Grabstätte Johann Heinrich von Thünen, 1890; Grabstätte Heinrich Christoph Schröder und Kriegerdenkmal 1914/18, Kriegerdenkmal 1939/1945 |
| 0554 | Zum Gutshaus 2/3/4/5/6 (Karte) | Gutsanlage mit Gutshaus, Inspektorenhaus und Stallspeicher |              | |
| 0555 | Kantor-Müschen-Weg 2 (Karte)   | Kirche |              | Weitere Bilder |

### Groß Bützin
| ID   | Lage                  | Bezeichnung | Beschreibung | Bild |
| ---- | --------------------- | ----------- | ------------ | ---- |
| 0739 | Neuer Weg 2/4 (Karte) | Bauernhaus  |              |      |

### Neu Heinde
| ID   | Lage                                                                             | Bezeichnung | Beschreibung | Bild |
| ---- | -------------------------------------------------------------------------------- | ----------- | ------------ | ---- |
| 0839 | zwischen Neu Heinde und Groß Bützin an der B 108, kurz vor Abzweigung Schwiessel | Meilenstein |              |      |

### Rensow
| ID  | Lage                      | Bezeichnung        | Beschreibung | Bild |
| --- | ------------------------- | ------------------ | --- | ---- |
| 874 | Am Anger 21/22/23 (Karte) | Gutshaus und Stall | Saniertes, 2-gesch., 11-achs. Putzbau (Teils Fachwerkstruktur) von um 1750 mit Fachwerkanbau von um 1850 und Umbauten. |      |

### Schwiessel
| ID   | Lage                   | Bezeichnung                            | Beschreibung                                           | Bild                                   |
| ---- | ---------------------- | -------------------------------------- | ------------------------------------------------------ | -------------------------------------- |
| 0910 | Zum Park 25/27 (Karte) | Gutshaus (altes) und Speicher          |                                                        | Gutshaus (altes) und Speicher          |
| 0911 | Zum Park 23            | Gutshaus (neues) mit Park und Friedhof | Ruine des 2-gesch. Putzbaus von nach 1860 im Tudorstil | Gutshaus (neues) mit Park und Friedhof |

## Quelle
Denkmalliste des Landkreises Rostock A ‐ Z (Stand: 10. Februar 2021; PDF, 497 KB)